# Cratere Monet
Monet  è un cratere sulla superficie di Mercurio.